# موشيه جرشوني
موشيه جرشوني (بالعبرية: משה גרשוני) ‏(11 سبتمبر 1936 - 22 يناير 2017) هو رسام ونحات إسرائيلي. اشتهر بعمله بالرسم منذ ثمانينات القرن العشرون، برسومات مختلفة عن المألوف، وبإحياء ذكرى الهولوكوست في الفن الإسرائيلي. انشأ بعمله اتصالاً بين الحرمان وشهوة المثلية الجنسية، كما انتقد بأعماله النزعة القومية الصهيونية. حصل على جائزة إسرائيل على أعماله سنة 2003، لكنها ألغيت لاحقاً، وتم حرمانه منها.